# Licurgo Angelo Fava
Licurgo Angelo Fava (Medicina, 2 ottobre 1906 – Medicina, 29 settembre 1944) è stato un partigiano italiano, medaglia d'oro al valor militare.

## Biografia
Subito dopo l'8 settembre 1943, Licurgo Fava era entrato nelle file della Resistenza emiliana. Partigiano combattente nella 5ª Brigata "Bonvicini" (nome ufficiale della 2ª Brigata Matteotti), divenne presto comandante di un distaccamento di pianura che operava nella zona di Medicina e che impegnò gli occupanti in numerosi combattimenti. Caduto in un'imboscata, il giovane partigiano fu catturato e ucciso dopo lunghe torture. 